# Футо, Дьюла
Дью́ла Футо (венг. Futó Gyula; 29 декабря 1908 — 2 октября 1977) — венгерский футболист, играл на позиции защитника. Участник чемпионата мира 1934 года.

## Биография

### Игровая карьера
Всю футбольную карьеру играл за «Уйпешт», в составе которого выиграл три чемпионских титула.
В составе сборной Венгрии был участником чемпионата мира 1934 года, где сыграл в матче со сборной Египта — Венгрия одержала победу со счётом 4:2. Всего за сборную Венгрии сыграл 7 матчей.

### Смерть
Скончался 2 октября 1977 года в возрасте 68 лет.

## Достижения
«Уйпешт»
- Чемпион Венгрии (3) : 1932/33, 1934/35, 1938/39